# Existenciální analýza
Existenciální analýza je psychoterapeutický přístup, zabývající se fenomenologickou
analýzou podmínek naplněného života (existence).
Termín existenciální analýza (spolu s termínem logoterapie) zavedl do psychoterapie vídeňský neurolog a psychiatr Viktor Emil Frankl (1905–1997). Tento přístup se tak zařadil mezi tzv. vídeňské školy psychologie (spolu s Freudovou psychoanalýzou a Adlerovou individuální psychologií). Frankl neužíval pojem existenciální analýza zcela jednoznačně, ale ve dvou významových rovinách. V první z nich chápal existenciální analýzu jako filosoficko-antropologický základ logoterapie, jako teoreticko-výzkumný směr, hledající obecnou psychoterapeutickou antropologii (obecná existenciální analýza). Ve druhé významové rovině existenciální analýzou rozuměl
terapeutický proces - analýzu konkrétního člověka, jejíž pomocí se snažil přivést pacienta k prožitku odpovědnosti za své bytí (speciální existenciální analýza).
Franklovo pojetí systematizoval a dále obohatil Alfried Längle. Vytvořil z existenciální analýzy samostatný psychoterapeutický směr. Längle rozpracoval především oblast práce s emocemi (subjektivnímu prožívání oproti požadavku smyslu), biografickou práci (oproti orientaci na budoucí) a prohloubil motivační strukturu, která kromě tělesných a psychických motivačních sil předchází „vůli ke smyslu“. Terapeutickým cílem existenciální analýzy je emocionálně volné prožívání, autentické zaujímání postojů - tedy vlastní, vnitřně souhlasné, svobodné a zodpovědné zacházení se životem (se sebou samým a okolním světem). Existenciální analýza byla také rozšířena metodicky a zahrnuje metody vhodné pro terapii či prevenci všech psychických poruch. Díky své antropologii nachází uplatnění i v pedagogice, pastorační péči, krizové intervenci a koučování lidí.